# Anselmo Marzato
Anselmo Marzato (Monopoli, 16 novembre 1557 – Frascati, 17 agosto 1607) è stato un cardinale, arcivescovo cattolico e teologo italiano.
Di nobili natali, fu frate cappuccino ed un valente predicatore (fu il primo membro del suo ordine ad essere innalzato alla dignità cardinalizia).

## Biografia
Nacque da una nobile famiglia: il padre, Andrea, di origine sorrentina,  era governatore della città di Monopoli, la madre Cornelia Maizza De Tolomeis era monopolitana. Rifiutando il matrimonio combinatogli dalla famiglia, nel 1573 entrò come novizio tra i frati cappuccini mutando il suo nome da Claudio a frate Anselmo da Sorrento o da Monopoli: compì gli studi teologici ed emise i voti perpetui in anno sconosciuto e comunque intorno al 1577.
Venne ordinato sacerdote e divenne un apprezzato omileta: fu anche nominato predicatore apostolico (1595) da papa Clemente VIII (che lo definì "Paolo redivivo" e "tromba celeste") e consultore della Congregazione del Sant'Uffizio. Nel 1589 fu eletto ministro della Provincia Romana del suo Ordine e poi procuratore generale dal 1599.
Clemente VIII gli affidò delicate missioni diplomatiche (soprattutto in Francia) e, nel concistoro del 9 giugno 1604, lo creò cardinale presbitero del titolo di San Pietro in Montorio; fu il primo cardinale dell'Ordine dei cappuccini.
Scomparso Clemente VIII, al conclave del marzo 1605 sostenne la candidatura di papa Leone XI Medici, che però morì solo ventisette giorni dopo l'elezione. Partecipò quindi al conclave del maggio 1605, quello da cui uscì eletto papa Paolo V, che il 12 febbraio 1607, probabilmente per liberarsene, lo elesse arcivescovo di Chieti, con l'obbligo di risiedervi. Venne consacrato dal Papa stesso nella Cappella Sistina il 24 febbraio successivo.
Si ammalò subito dopo il forzato allontanamento da Roma e morì nel convento cappuccino di Frascati.

## Genealogia episcopale
La genealogia episcopale è:
- Cardinale Guillaume d'Estouteville, O.S.B.Clun.
- Papa Sisto IV
- Papa Giulio II
- Cardinale Raffaele Sansone Riario
- Papa Leone X
- Papa Paolo III
- Cardinale Francesco Pisani
- Cardinale Alfonso Gesualdo di Conza
- Papa Clemente VIII
- Papa Paolo V
- Cardinale Anselmo Marzato, O.F.M.Cap.